# Anke Engelke
Anke Christina Fischer (rođ. Engelke, Montreal, Kanada, 21. prosinca 1965.) njemačka glumica, komičarka i česta posuđivačica glasova u crtanim filmovima. 1971. godine s roditejima se seli u Köln. Na pjesmi eurovizije bila je voditeljica.

## Vanjske poveznice
|  | Zajednički poslužitelj ima još gradiva o temi Anke Engelke |